# Azione Cattolica Ticinese
L'Azione Cattolica Ticinese (ACT) è un'associazione cattolica laicale svizzera, avente sede nel Canton Ticino.

## Storia
Verso la metà dell'Ottocento, la politica anticlericale del liberalismo nel Canton Ticino mette in atto una serie di provvedimenti legislativi lesivi degli interessi ecclesiastici (soppressione dei conventi e secolarizzazione dell'insegnamento superiore, legislazione civile-ecclesiastica, impedimenti ai vescovi diocesani di esercitare la loro giurisdizione, ecc.). La reazione dei cattolici dà vita al movimento cattolico ticinese.

## Il Pius Verein svizzero
Nella seconda metà dell'Ottocento, anche in Svizzera si era diffusa per i cattolici la necessità di "conservare e tutelare la loro (dei laici) santa fede, per esercitare attivamente questa fede mercé la carità cristiana e le sue opere e per sostenere l'arte e la scienza cattolica". Nasce così, il 21 luglio 1857 a Beckenried (Nidvaldo), promossa da rappresentanti di nove Cantoni, l'Associazione Svizzera di Pio IX (Pius Verein) che sceglie significativamente di portare il nome del Papa allora regnante. Scopo e indirizzo sono essenzialmente religiosi: "La semplice politica dell'Associazione di Pio IX" dichiara il conte Theodor Scherer-Boccard a cui è affidata la presidenza "consisterà nel non occuparsi di politica, limitandoci a domandare per la Chiesa e per ciascheduno la libertà di fare il bene e di evitare il male".

## La Società di Pio IX
Sulla spinta di quanto avvenuto nella Svizzera interna, nel 1861 viene costituita a Lugano la Sezione Ticinese della Società di Pio IX (denominata "Società Piana"). Il 10 luglio, nove persone si ritrovano nella sala della Società federale in Piazza Riforma per fondare la Sezione ticinese della Pius Verein e nominare un comitato provvisorio di cinque membri presieduto dal deputato al Gran Consiglio, l'avvocato Angelo Taddei di Gandria. Il 23 luglio 1861, sempre nella sala del Caffè Federale di Lugano, si svolge l'Assemblea costitutiva che nomina un Comitato stabile composto da 12 membri.
Inizia così l'attività della Società Piana, la prima organizzazione di Azione Cattolica in Ticino, che mantenne immutate nel tempo le finalità, gli scopi e le caratteristiche fondamentali. Il carattere religioso viene ribadito costantemente anche a motivo delle ripetute accuse che la stampa radicale dell'epoca rivolgeva al sodalizio e per i timori dell'autorità cantonale che temeva il sorgere di nuove associazioni politiche segrete.

### I primi anni
Angelo Taddei manterrà la presidenza della Società Piana fino alla sua morte nel 1871 (fatta eccezione per il triennio 1864-1866, temporaneamente sostituito da Bernardino Leoni di Breganzona). In seguito verrà nominato presidente l'avvocato Carlo Castelli di Melide. All'assemblea del 22 agosto 1877 a Tesserete prendono parte 5.000 persone, segnando uno dei momenti più alti nella vita della Società di Pio IX in Ticino. Viene eletto presidente il giovane avvocato Agostino Soldati di Neggio, e cominceranno i primi Pellegrinaggi diocesani.
Durante l'assemblea che si tiene a Melide il 30 luglio 1884, don Vincenzo Molo, futuro vescovo e amministratore apostolico diocesano, auspica l'introduzione in Ticino delle Conferenze di San Vincenzo de' Paoli, organizzazione caritativa già da tempo diffusa nel resto della Svizzera, che viene così ad aggiungersi alle altre numerose opere di carattere sociale promosse dalla Società Piana: le Missioni Interne (sorte nel 1864 per sostenere quei sacerdoti inviati a visitare comunità cattoliche presenti nelle regioni protestanti della Svizzera interna), l'Opera di San Francesco di Sales nata durante l'assemblea di Faido del 1874 in favore della Buona Stampa (in particolare per la diffusione del Credente Cattolico e dell'Almanacco Popolare), la "Cassa di sussidio dei Chierici poveri" istituita per aiutare i giovani seminaristi nei loro studi. In seguito, a queste si aggiungeranno l'"Opera per la pacificazione delle liti", il "Patronato San Raffaele" per gli emigranti e l'Officio di Collocamento.
Nella stessa assemblea di Melide, viene riaffidata la presidenza a Carlo Castelli (nel frattempo eletto consigliere di Stato) a cui succederanno Federico Balli (per pochi mesi), l'avvocato Gioachimo Respini, l'avvocato Giuseppe Cattori, l'avvocato Fedele Moroni Stampa. Un susseguirsi di personalità le quali, oltre a ricoprire un ruolo di primissimo piano all'interno della Società Piana, raggiunsero (spesso in concomitanza) i vertici dello Stato (fatta eccezione per il Balli, gli altri furono tutti consiglieri di Stato). Anche per questo motivo la Società Piana, sorta con finalità religiose e non politiche, col tempo andrà sempre più confondendosi col Partito conservatore. Più volte lo stesso monsignor Molo, che pure fece parte della Società, ebbe modo di protestare per questo.

### Dissidi fra cattolici
Lo stesso Comitato Cantonale non rimase estraneo alle vicende che portarono, all'interno del partito conservatore, alla scissione dei corrieristi (Agostino Soldati fondò il Corriere del Ticino, cattolico-liberale) e quella, per certi versi ancor più dolorosa, tra Giubiaschesi e Respiniani nel 1896.
Sono anni di divisioni e confusione nella Società. Alla fine del 1895, il presidente Giuseppe Cattori propone di promuovere una Federazione delle Società Cattoliche Ticinesi. L'invito viene rivolto a tutti i sodalizi approvati dall'autorità ecclesiastica. In campo studentesco, dal 1884 erano state introdotte anche in Ticino sezioni della Società degli Studenti Svizzeri, fondata a Svitto nel 1841: la Leonia (1884) proveniente dal Seminario di Como, la Lepontia (1885) e la Gaunia (1886). La Lepontia, in particolare, rappresenta la realtà studentesca più significativa e duratura. Col passaggio di testimone, nel 1897, da Cattori a Moroni Stampa, la Federazione diventa realtà, senza però mai avere quello slancio voluto dai promotori. Nel 1899, sotto il pontificato di Leone XIII, la Società di Pio IX prende il nome di "Società dei Cattolici Ticinesi - Sezione Cantonale della Società dei Cattolici Svizzeri", adeguandosi agli statuti modificati a livello centrale. A presiederla fu acclamato Angelo Tarchini.

## L'Unione Popolare Cattolica Ticinese (1905-1922)
Agli inizi del secolo, la Società dei Cattolici Ticinesi decide di dotarsi di strutture più adeguate ed efficaci, razionalizzando le diverse attività. Si creano all'interno del Comitato Cantonale delle Commissioni speciali: Istruzione ed Educazione, Buona Stampa, Opere di carità, Legislazione e scienze sociali, Federazione Società cattoliche, Arte ed antichità, Musica Sacra. Sono presiedute, o di essa fanno parte, personaggi che nei vari campi segneranno la storia ticinese: Giuseppe Motta, Angelo Tarchini, Mansueto Pometta, don Alfredo Noseda, don Angiolo Pometta, don Siro Borrani, Alberto Pedrazzini, Felice Moroni Stampa, Pietro Ferrari, Tomaso Pagnamenta, don Carlo Roggiero.
La Società dei Cattolici Ticinesi rimane sempre in stretto collegamento con gli organi centrali della Svizzera interna seguendone di pari passo l'evoluzione. È così che, quando questi cambiano ancora denominazione con l'intento di dare unità all'azione cattolica svizzera, l'organizzazione ticinese si trasforma, nel 1905, in Unione Popolare Cattolica Ticinese, modificando anche i propri statuti. Viene così abolita la Commissione per la Federazione Cantonale delle Società cattoliche ticinesi. L'U.P.C.T. diventerà così per oltre sessant'anni il nome dell'Azione Cattolica cantonale. La prima assemblea con questa nuova denominazione si svolge a Balerna nell'agosto 1906, presente il vescovo Alfredo Peri Morosini, e diventerà anche l'occasione per tentare di rilanciare un'associazione in declino. Argomento centrale di discussione in quell'assemblea (durante la quale viene confermato presidente Angelo Tarchini) e negli anni immediatamente successivi, rimane "l'indirizzo scolastico attuale prettamente anticristiano" (relatore Giuseppe Motta, futuro consigliere federale e presidente della Confederazione).
Nel 1909 viene eletto presidente dell'UCPT Pietro Ferrari, mentre prosegue l'attività contro la scristianizzazione della scuola pubblica e a difesa delle spese di culto. Nel 1915 gli subentra Giorgio Casella, che rimarrà in carica fino al 1919, anno in cui inizia la lunga presidenza di Francesco Antognini che durerà per ben 25 anni, fino al 1946.

### La stampa cattolica
Nel 1901 cessano per ragioni finanziarie le pubblicazioni del Credente Cattolico, fondato nel 1856 (il numero domenicale, dal 1888 al 1890, era denominato Il Credente Cattolico della domenica). Nello stesso tempo, venendo a mancare il Popolo cattolico della domenica (1896-1901), organo della SCT, il comitato centrale decide di realizzare un settimanale che lo sostituisse. La vicenda è travagliata. Inizialmente si pensa alla creazione di un nuovo foglio (L'Avvenire è il nome proposto), poi si decide di stipulare una convenzione con i responsabili del settimanale La Patria, sorto in quello stesso anno e diretto da don Angiolo Pometta.
Nel luglio 1902 viene così assunto quale organo sociale, con la denominazione La Patria: foglio della Democrazia Cristiana - Organo della Società dei Cattolici Ticinesi. Direttore sarà il presidente del comitato centrale, Tarchini, mentre per la redazione vengono incaricati don Aurelio Bacciarini, futuro vescovo, Pietro Ferrari e lo stesso don Angiolo Pometta che si dimetterà tre mesi dopo per dissensi con Tarchini. L'esperimento dura poco: finirà infatti nel dicembre dello stesso anno.
Si ritenta nel 1903 con L'Operaio Cattolico sotto la direzione dell'arciprete Angelo Abbondio, ma anche questo avrà vita breve. La necessità di dotarsi di un proprio giornale rimarrà assillo costante. Assillo che cesserà solo nel 1926 con la nascita, ad opera dello stesso Bacciarini, nel frattempo divenuto amministratore apostolico diocesano, del Giornale del Popolo, a cui nel 1927 si aggiungerà L'Amico, organo delle associazioni maschili di Azione Cattolica (in precedenza, col nome L'Amico dei giovani, era l'organo del Fascio GCT), sostituito nel 1935 dalla Pagina dell'Azione Cattolica annessa settimanalmente al Giornale del Popolo.

### Tra i lavoratori
Nel 1901 si accenna anche, per la prima volta, alla creazione di una organizzazione cattolica in campo sociale in Ticino: viene infatti proposta una Lega Cattolica del Lavoro che curi a Lugano l'organizzazione degli operai. Se ne parla con una prospettiva concreta: di dar vita cioè ad un movimento sociale dei cattolici che "si impone per considerazioni religiose e politiche". Una necessità che già l'anno dopo (1902) diventerà realtà grazie alla fondazione del Circolo cantonale di Studi politico-sociali, creato nel tentativo di coordinare l'azione dei cattolici in campo sociale. Fu il seme da cui poi nacque l'Organizzazione cristiano-sociale ticinese.

## La riorganizzazione dell'Azione Cattolica (1922-1968)
Divenuto vescovo, monsignor Aurelio Bacciarini (1917) determinò il vero rilancio dell'UPCT trasformandola in associazione di massa. Già da giovane parroco don Bacciarini aveva contribuito in prima persona all'attività della Società Piana. Ora intuisce, visto soprattutto il consolidarsi di un nuovo movimento giovanile (il Fascio della Gioventù Cattolica, sorto nel 1909) e l'organizzarsi della componente femminile cattolica (nel 1920), la necessità di "sistemare, collegare e coordinare le nuove forze che prendano posizione nel campo cattolico nostro", riorganizzando l'UCPT secondo una struttura che anticipa in modo singolare nella sua diocesi quanto poi si realizzerà – ad opera di Pio XI – per l'Azione Cattolica Italiana. L'idea generale è che l'Unione Popolare diventi l'organismo che raccoglie in sé tutte le associazioni cattoliche presenti e future, tanto maschili quanto femminili. Una grande organizzazione che deve partire dalla costituzione di gruppi nelle singole parrocchie. Solo se i gruppi parrocchiali sono fiorenti, è il pensiero di monsignor Bacciarini, anche l'attività nazionale dei cattolici sarà vigorosa.
Nel 1922 viene così elaborato un nuovo statuto che prevede a livello diocesano quattro sezioni cantonali ben distinte che insieme formano l'Unione Popolare Cattolica Ticinese: la Lega Uomini Cattolici Ticinesi, il Fascio della Gioventù Cattolica Ticinese, la Gioventù Cattolica Femminile e l'Unione Donne Cattoliche.
Inoltre, viene prevista la costituzione di sezioni parrocchiali. Quest'ultima fu la carta vincente. Fino ad allora vi erano dieci sezioni distrettuali (Leventina, Blenio, Bellinzona e Riviera, Verzasca, Locarno, Vallemaggia, Onsernone, Lugano, Malcantone, Mendrisio) che non riuscivano però più di tanto ad aggregare la gran massa dei cattolici ticinesi. Ora, sollecitati dal vescovo a raccogliersi nelle singole parrocchie, uomini, donne e giovani cattolici fanno a gara per creare nuovi gruppi locali per ciascun settore d'età.
A capo dell'UPCT ci sarà un comitato composto dai presidenti cantonali delle quattro sezioni (in seguito, nel 1938, si aggiunse, come associazione aggregata, la Società degli Studenti cattolici Lepontia), dai due assistenti ecclesiastici (uno per il ramo maschile, l'altro per il femminile) nonché tre membri scelti dai primi sei componenti. Il presidente e il segretario della sezione uomini saranno di diritto presidente e segretario del Comitato Centrale e di tutta l'UPCT. Le vicende della Lega Uomini – unico ramo costituito a tavolino: prima vengono fatti gli statuti poi, un anno dopo, nasce l'associazione – seguiranno di pari passo quelle dell'Unione Popolare: le decisioni pensate nel Comitato Cantonale della Lega Uomini vengono spesso riproposte all'interno dello stesso Comitato Centrale dell'UPCT. Sempre nel 1922, nell'ambito del Fascio della Gioventù Cattolica, nasce anche l'Associazione Esploratori Cattolici (AEC).

### Gli anni della diffusione capillare
L'attività dell'UPCT diventa più incisiva e con una maggiore capacità propositiva. Prosegue a livello regionale la tradizione delle Feste cantonali (importante momento aggregativo), mentre all'inizio di ogni anno si indica un tema generale di studio. Viene curata l'organizzazione di Pellegrinaggi, Esercizi spirituali, congressi e manifestazioni a carattere diocesano, così come vengono sostenute con forza le iniziative che nascono nell'ambito cattolico: l'organizzazione cristiano-sociale e il Giornale del Popolo, in particolare. Ma non mancano gli interventi pubblici su scottanti argomenti d'attualità, come la campagna contro il comunismo ateo o quella in favore della santificazione della festa (ostacolata da manifestazioni sportive o vacanze scolastiche); quella per la modifica delle leggi in tema di osterie (esercizi pubblici) e di ballo o l'abolizione del preambolo "Nel nome del Signore" dagli atti pubblici; la lotta contro la bestemmia.
Il 1935 rappresenta uno degli anni più significativi nella storia dell'UPCT. In occasione del 50º anniversario di fondazione della diocesi, viene indetto il terzo Congresso Diocesano durante il quale monsignor Bacciarini, ormai gravemente ammalato (pur conservando il titolo, Pio XI gli affida dal 2 gennaio 1935 un amministratore apostolico sede plena nella persona di monsignor Alfredo Noseda) intende consacrare il Ticino al Sacro Cuore. L'atto di consacrazione verrà firmato sul letto di morte il 27 giugno 1935, e ad esso aderiranno venticinquemila famiglie e oltre centomila persone. Il Congresso si terrà ugualmente il 30 giugno. Il giorno dopo, 1º luglio, i funerali di monsignor Bacciarini (ormai considerato il "vescovo dell'Azione Cattolica") saranno un'apoteosi di folla commossa.

### L'era di don Leber
In quell'anno diventa assistente generale per il ramo maschile don Alfredo Leber, direttore del Giornale del Popolo e da un anno assistente della GCT (assistente generale per il ramo femminile era monsignor Emilio Cattori). Sempre nel 1935 vengono inoltre modificati gli Statuti della Lega Uomini, rendendo le nomine dell'ufficio di presidenza (presidente, segretario, cassiere) più legate alla persona dell'ordinario diocesano (sarà sua la nomina, e non dell'assemblea come in precedenza) e quelli dell'UPCT (si passa da 9 a 11 membri; segretario sarà l'assistente generale maschile). Nel 1936 monsignor Angelo Jelmini viene nominato vescovo e amministratore apostolico della diocesi.
Un impulso straordinario alle attività associative sarà dato dalla donazione da parte di monsignor Jelmini della Casa dell'Azione Cattolica in via Nassa a Lugano, ristrutturata e ufficialmente aperta nell'ottobre 1940. Questa diventa sede di tutti gli uffici dell'AC maschile e femminile, e luogo per ritiri e convegni. La gestione viene affidata alla Compagnia di Santa Teresa del Bambin Gesù, congregazione di laiche consacrate che monsignor Bacciarini fondò nel 1926 (prima Superiora della Compagnia fu Maria Motta, sorella del Consigliere federale Giuseppe Motta) per aiutare e sostenere lo sviluppo dell'Azione Cattolica diocesana. Diventerà il cuore delle attività associative, in particolare delle assemblee e degli Esercizi spirituali. Qui venne aperto, nel 1941, anche l'Ufficio diocesano Charitas promosso dalla stessa UPCT.
A causa della guerra, che toglie molti soci dalle associazioni, l'attività rallenta. Viene istituito un segretariato per l'assistenza agli internati italiani in collaborazione con l'OCST.

### L'Azione Cattolica nel dopoguerra
Nel 1946 si riprende con un Congresso diocesano a Lugano al quale partecipano 12 000 cattolici che sfilano per le vie della città in un corteo con oltre 300 bandiere. La presidenza dell'Unione Popolare Cattolica Ticinese passa nelle mani di Peppo Casella, già presidente della Gioventù Cattolica Ticinese. Francesco Antognini viene nominato dal vescovo Jelmini presidente onorario. Nel maggio 1947 si svolge il grande pellegrinaggio a Roma per la canonizzazione del Beato Nicolao della Flüe, patrono dell'AC, mentre il 3 marzo 1949 inizia in Ticino la Grande Visita della Madonna Pellegrina. La visita si concluderà il 3 luglio con una imponente processione che riaccompagnerà la statua della Madonna del Sasso dopo aver toccato tutti i Comuni della diocesi.
Gli anni cinquanta si aprono con la preoccupazione della radio. Già nel 1950 viene manifestata l'intenzione di costituire un Fronte Cristiano dei Radioascoltatori per "esercitare un'azione di sorveglianza perché nelle trasmissioni radiofoniche non si offenda la coscienza religiosa del nostro paese". Ma la proposta fatica a decollare, nonostante le pressioni in tal senso provenienti dagli ambienti cattolici della Svizzera interna. L'idea matura nel 1954 in seguito all'approvazione da parte delle Camere federali del decreto del 13 ottobre 1953 sulla concessione per l'uso di impianti d'emissione e di trasmissione radiofoniche, ma solo nel dicembre 1957 viene costituita l'Associazione Utenti Radio e TV della Svizzera Italiana Famiglia e Radio-TV (nel frattempo era infatti nata la televisione) con lo scopo di organizzare gli utenti "per la difesa dei loro interessi spirituali e materiali e delle loro famiglie", collaborando con gli organi dirigenti della Radio e della TV.

### Gli ultimi presidenti dell'Unione Popolare
Nel 1953, dimissionario Peppo Casella, diventa presidente Antonio Agustoni, che lascerà per motivi di salute due anni dopo sostituito da Sergio Jacomella. Il 24 giugno 1956 si tiene a Bellinzona un importante Congresso Diocesano al quale partecipa come relatore padre Agostino Gemelli (al suo posto avrebbe dovuto intervenire il cardinale Giacomo Lercaro). L'attività dell'Unione Popolare prosegue con le tradizionali iniziative (Calendario eucaristico, Feste regionali, Pellegrinaggi a Lourdes e alla Madonna del Sasso, propaganda pasquale) tra le quali spicca il sostegno al Giornale del Popolo che con non poca preoccupazione negli ambienti laicisti raggiunge ogni anno nuovi primati di diffusione tra i quotidiani ticinesi (oltre 12 000 copie nel 1960, che diventeranno circa 20 000 nel 1970, facendolo diventare il quotidiano più diffuso nel Cantone). Il ramo maschile conosce un lento ma inesorabile declino.
Sergio Jacomella, per motivi di salute, si dimette da presidente nel 1967. La carica verrà assunta da Carlo Franscini. Ma l'attività diocesana va scemando e allo scadere dei mandati le nomine non saranno rinnovate. Proseguirà solo l'attività di alcuni gruppi a livello locale.

## La Gioventù Cattolica Ticinese (1909-1968)
Gli esordi di un'attività organizzata di giovani cattolici in Ticino sono da ricondursi alla fine dell'Ottocento: già nel 1880 a Lugano si registrano i primi circoli. Ma solo nel 1909 si arriva ad avere una struttura cantonale. Il 3 ottobre di quell'anno, la Lepontia (Società degli Studenti Svizzeri, Sezione Cantonale), la Latinia (Società degli Studenti dell'Università di Friburgo) ed il Circolo Juventus di Bellinzona si radunano a Giubiasco con lo scopo di organizzare tutta la gioventù conservatrice cattolica ticinese, studentesca e non. Sorge così il Fascio Cantonale Luigi Rossi. Presidente verrà eletto Enrico Celio di Ambrì.
Già dai primi mesi si pone la questione dell'identità di questo nuovo organismo: più politico-conservatore o più religioso? Il nodo viene di fatto sciolto nel 1912 con la decisione di abolire il titolo Luigi Rossi, troppo legato al partito conservatore. Da quel momento (la presidenza era nel frattempo passata a Gastone Bernasconi di Agno) l'associazione si chiamerà Fascio della Gioventù Cattolica Ticinese. Vengono rilanciate le Settimane sociali (la prima, nel 1915, a Balerna) e viene ribadito lo scopo essenzialmente religioso e formativo. Ci si dedica inoltre all'istituzione presso i circoli di casse di mutuo soccorso.

### La presidenza di Peppo Casella
Gli anni fino al 1922 sono segnati dalle presidenze di Pio Cortella di Locarno (1918-1919) e di Plinio Vassalli (1919-1921), e dal rilancio del periodico L'Amico, organo del Fascio. Poi, con la riorganizzazione dell'Azione Cattolica voluta da monsignor Bacciarini nel 1922, ma soprattutto con la nomina a presidente di Peppo Casella di Bellinzona (carica che manterrà per quasi 25 anni), il FGCT prende slancio.
I giovani cattolici riuniti nel Fascio si impegneranno soprattutto nelle opere di carità promuovendo un segretariato speciale di beneficenza sullo stile di quello dell'Unione Femminile. Tale segretariato, presieduto da Arnoldo Giovannini, si chiamerà Providentia, e avrà come scopo quello di aiutare il prossimo nelle sue necessità corporali secondo lo spirito del Vangelo, promuovere la partecipazione dei giovani alle Conferenze di San Vincenzo, aiutare le istituzioni di beneficenza e promuovere corsi Samaritani. Vengono inoltre organizzate le Settimane Sociali Culturali, curate dal FGCT, dalla Federazione Docenti ticinesi, da Lepontia e dall'Organizzazione cristiano-sociale.

### Il movimento scout
Il Comitato del Fascio della Gioventù Cattolica, su iniziativa del suo presidente Peppo Casella e grazie all'opera di Andrea Fossati (ticinese e fondatore di gruppi scout anche in Lombardia) ed Angelo Zappa, introduce in Ticino il movimento scout, sorto in Inghilterra nel 1907 per opera di Robert Baden-Powell. Lo scopo iniziale è di rispondere al problema dello sport tra i giovani cattolici proponendo "un metodo razionale di sport alla costruzione completa della coscienza giovanile cristiana del paese". L'atto di fondazione, avvenuto a Lugano presso il Seminario diocesano San Carlo dove l'assistente don Alessandro Mombelli abitava, data il 6 luglio 1922.
Già nei primi anni di attività si pone il problema dell'identità e dell'autonomia della nuova associazione. Innanzitutto, con l'eventuale unificazione tra AEC (Associazione Esploratori Cattolici) e AGET (Associazione Giovani Esploratori Ticinesi) di orientamento laico: nel 1927 si trova un compromesso con la costituzione di una Federazione Ticinese che le raggruppa entrambi, ma il problema si trascinerà insoluto fino al 2007, quando le due si fonderanno in Scoutismo Ticino. Poi, con la necessità di distinguere tra Fascio della Gioventù Cattolica e AEC. Quest'ultimo problema si risolverà da sé, alla fine degli anni sessanta, con la scomparsa, di fatto, della GCT e il confluire di molti giovani cattolici tra le file del movimento scout.

### L'associazione di massa
Nel maggio 1934 viene nominato assistente generale don Alfredo Leber, direttore del Giornale del Popolo dal 1926, anno di fondazione. E proprio sul Giornale del Popolo, viene inserita settimanalmente a partire dal 1935 la Pagina dell'Azione Cattolica che sostituisce così L'Amico. In quello stesso anno si svolgono per la prima volta le Giornate dei dirigenti. Un tema diverso ogni anno, e un gruppetto di relatori che espongono le lezioni in incontri decentrati.
Sono anni di grande coinvolgimento e di oceaniche manifestazioni di massa. Vengono introdotti il tesseramento e la divisa, che si accompagneranno al distintivo e all'inno.
Nel dopoguerra, l'attività prosegue con sistematicità attraverso le Giornate dei dirigenti e dei delegati aspiranti, i ritiri spirituali e i pellegrinaggi, la partecipazione ai congressi diocesani e le gare catechistiche.

### Verso il lento declino
Peppo Casella lascia la presidenza (1946) prima ad Iginio Franscini, poi a Primo Soldati. Vengono costituite l'Associazione Sportiva Ticinese (ASTI), la Federazione Filodrammatiche Cattoliche, l'Associazione Ticinese Apprendisti (con la quale si tenta di contrastare lo sviluppo della Gioventù Operaia Cristiana-GOC). Tra il 1950 (presidente in quell'anno diventa Alberto Lepori) e il 1951 si raggiunge il tetto massimo di iscritti (1.472 tesserati e 1.323 aspiranti) e di Circoli (a quota cento). Dall'anno dopo comincia un lento declino. Carlo Annovazzi viene nominato presidente nel 1956, Fiorenzo De Taddeo nel 1960. Sia i tesserati che i Circoli calano a vista d'occhio, mentre l'Associazione Esploratori Cattolici (nata nel 1922 all'interno del FGCT) e l'ASTI vanno, al contrario, a gonfie vele. Alla presidenza di un Comitato dove sono in molti ad abbandonare (vuoi perché si sposano, vuoi perché passano tra le file degli scout) viene chiamato nel 1965 Ettore Cavadini.
Nel 1966 cominciano a dilagare le critiche nei confronti dell'Azione Cattolica e anche la GCT ne risente. Assistenti e parroci sembrano non credere più a questa forma di associazionismo e anche la formazione dei dirigenti viene messa in dubbio. Nell'assemblea dei delegati del marzo 1967 si prende coscienza che la crisi che l'AC sta attraversando è di quelle epocali: l'associazione sta perdendo il carattere popolare che la contraddistingue, e quindi la sua stessa identità. Monsignor Leber annuncia nell'ottobre del 1968 le dimissioni sue e del viceassistente don Guglielmo Maestri. La Giornata dei dirigenti che si tiene nel salone del Cittadella a Lugano, alla presenza del nuovo vescovo, Giuseppe Martinoli, è l'ultimo atto delle vicende legate alla Gioventù Cattolica Ticinese. Alla loro naturale scadenza, il vescovo non rinnoverà più le cariche, lasciando tacitamente che la GCT cadesse nell'oblio.

## L'Unione Femminile
Il ramo femminile dell'Azione Cattolica Ticinese è l'unico ad aver proseguito ininterrottamente, dalla sua fondazione ai giorni nostri, la sua attività assorbendo i contraccolpi della crisi dell'associazionismo cattolico del post-Concilio. L'atto costitutivo dell'Unione Femminile Cattolica Ticinese (UFCT) è del 24 ottobre 1920, ma già in passato erano presenti ed operanti in diocesi gruppi di donne cattoliche. Quando a Lugano si tiene il Congresso costitutivo, dieci sono i Circoli femminili già esistenti.
Nella Svizzera interna, le organizzazioni cattoliche femminili operavano già da tempo, prima all'interno dell'Associazione Popolare Cattolica Svizzera, poi attraverso la Lega svizzera delle Donne Cattoliche (Frauenbund, 1912). Ed è soprattutto sulla spinta di quanto avviene nei Cantoni tedeschi che anche in Ticino ci si avvia a dare una struttura all'opera femminile. Il primo lavoro fu dunque di organizzazione e di propaganda: furono redatti gli Statuti, spedite circolari a tutte le parrocchie chiedendo l'adesione delle associazioni femminili esistenti, istituito un segretariato permanente con tanto di sede, realizzato un distintivo sociale in 10 000 esemplari col motto In Cruce gloriantes. La prima presidente è Maria Viglezio Bianchi di Lugano.
L'8 gennaio 1922 nasce il quindicinale Spighe al Vento, organo sociale, e una volta all'anno viene pubblicato l'almanacco ticinese illustrato Ore in famiglia. La prima assemblea si svolge a Lugano il 25 giugno 1922: viene eletta presidente Eva Moroni Stampa (fino al 1925). Sorgono intanto le sezioni Crociate (6-12 anni), Aspiranti (12-16 anni) e Propagandiste, e trenta delegazioni regionali, mentre si dà il via alle Settimane sociali dell'UFCT. Si intensifica la lotta contro la "moda invereconda" e a sostegno della votazione popolare per una legge restrittiva del ballo; si dà impulso alla diffusione di buoni libri e si promuovono corsi di economia domestica. L'attività è intensissima e varia, e tale resterà per molti anni. Il ramo femminile si può ben considerare il fiore all'occhiello dell'Azione Cattolica Ticinese, al punto che sia la Lega Uomini, sia la Gioventù Cattolica Ticinese prenderanno esempio dalle iniziative dell'Unione Femminile per rilanciare opere, in particolare in campo caritativo e assistenziale.
In occasione del centenario (2020), Luigi Maffezzoli pubblica "Donne che hanno fatto l'Unione. Cento anni di Unione femminile cattolica ticinese (1920-2020)", Locarno, 2021, Armando Dadò Editore.

### Gli anni di maggior sviluppo
Gli anni trenta, caratterizzati dalla presidenza di Modestina Antonini (1925-1938) sono gli anni di maggiore sviluppo. Viene introdotto, a cominciare dalle giovani, il tesseramento. Nel 1930 si contano 12.500 socie, ossia il 9% della popolazione cattolica cantonale e il 15% in proporzione al numero delle donne, e diventeranno 12 966 nel 1935. Nel 1937 si svolge il primo congresso della Gioventù Femminile (i baschi bianchi). La crescita è lenta ma costante, specialmente per i Gruppi Donne. La presidenza intanto passa nelle mani di Anita Bernasconi che la manterrà fino al 1948 (vicepresidenti UF e quindi presidenti della Gioventù Femminile furono prima Natalina Tunesi, poi Pia De Righetti). L'organizzazione è ormai compatta: negli anni della guerra sono 139 i Circoli Giovanili e 61 i Gruppi Donne, senza contare le Madri Cristiane e le diverse congregazioni. L'attività è principalmente incentrata, a livello diocesano, sui corsi di esercizi, sulle numerose giornate dirigenti, la settimana sociale. Imponente, nel 1943, la partecipazione al Congresso diocesano. Inoltre, capillare il lavoro per i Sanatori (con raccolta di indumenti), per le Chiese povere, per il Segretariato di beneficenza.
Assistente generale per ben trent'anni, fino al 1951, fu monsignor Emilio Cattori che nel 1921 aveva sostituito il primo assistente, don Angiolo Pometta (1920-21). A lui, negli anni cinquanta, si succedettero don Franco Riva (1951-54), don Guglielmo Maestri (1954-57), don Romeo Biucchi (1957-63).

### Gli anni del dopoguerra
Nel dopoguerra (1948), il vescovo Jelmini chiamò, rispettivamente alla presidenza dell'Unione Femminile e della Gioventù Femminile, Dionigia Duchini e Rosita Genardini. Furono, grazie all'energica intraprendenza di queste due donne, anni di grande entusiasmo e partecipazione. Alcuni momenti forti furono, nel 1950, il pellegrinaggio a Roma in occasione dell'Anno Santo (200 giovani e 50 donne), e la celebrazione del Trentennio dell'UFCT, a Lugano (3.000 baschi bianchi, oltre 1.000 donne, 300 lavoratrici cristiane al loro primo congresso, 200 esploratrici). Oppure, nel 1960, il congresso del Quarantennio e la realizzazione, col contributo di tutte le socie, della casa di vacanze La Montanina a Camperio. Si intensificano le iniziative in favore del tesseramento, gli esercizi e i corsi di formazione religiosa per madri, effettive, giovanissime, lavoratrici, fidanzate, nubili, aspiranti, le scuole di propaganda, le giornate di studio, le opere benefiche, i pellegrinaggi, il sostegno alla buona stampa. Nel 1966, Rosita Genardini diventa presidente dell'UF (per la GF lo saranno Maria Ausilia Bullo, prima, e Carmen Pronini, poi): lo resterà fino al 1971 quando verrà eletta in Gran Consiglio (insieme a Dionigia Duchini e ad altre tre responsabili dell'UFCT: ben cinque su 11 donne elette) in quella che fu la prima votazione aperta alla componente femminile.

### Assistenti e responsabili
Intanto continuano a cambiare gli assistenti. In 14 anni, dal 1963, si avvicendano sei sacerdoti: don Guido Gentile, don Giuseppe Milani, padre Callisto Caldelari, don Giulio Nicolini, don Sandro Bonetti e don Giuseppe Bonanomi. Quest'ultimo, nominato "provvisoriamente" nel 1977, rimarrà in carica per oltre vent'anni. Nel 1971 cambiano gli statuti: le presidenti dell'UFCT e della GF, che fino al 1968 erano nominate dal vescovo, sono ora elette direttamente dall'assemblea. Al vertice dell'associazione si succederanno Maria Adami (1971), Ines Giugni (1974), Pia Branca (1977) e Carmen Pronini (1988). Dagli anni ottanta, la componente giovanile va via via scomparendo. La scelta di mantenere autonoma la componente femminile viene ribadita anche con i nuovi statuti (2004) come segno di attenzione privilegiato verso le donne. Alla presidenza viene chiamata, nel 2010 Corinne Zaugg.

## La Lega Maestre Cattoliche
Con lo scopo di "affermare la solidarietà tra i docenti e fra le diverse loro associazioni circondariali, al fine di meglio salvaguardare gli interessi del loro ceto e promuovere l'istruzione popolare", viene costituita, nel giugno 1895, la Federazione Docenti Ticinesi. Federazione che raccoglie tre diverse Unioni dei maestri (una per i tre circondari del Sottoceneri; una per i due circondari del Locarnese e Vallemaggia; una per i due circondari del Bellinzonese e Valli), sorte con l'intento di esigere un "salario decente" dall'ente pubblico e di puntare su una cassa pensione con garanzia di continuità del contratto di lavoro.
La maggior parte dei soci è formata da docenti cattolici ma la natura dell'associazione non è, in sé, religiosa. Nel 1897 la Federazione si indirizza verso posizioni più legate alla politica, in ciò favorita anche dalla ricomposizione del partito conservatore-cattolico dopo la morte di Respini. All'inizio del ventesimo secolo, la Federazione Docenti Ticinesi si caratterizza ancor più per il suo orientamento ecclesiale e il suo legame con il partito conservatore. 
Nel campo femminile si registrano le prime iniziative per dar vita ad una Lega delle Maestre Cattoliche strettamente legata all'Azione Cattolica. Essa viene fondata a Locarno nel 1918 come sezione ticinese della Vereins Katholischer Leherinnen der Schweiz, alla presenza del vescovo Aurelio Bacciarini che la sostiene e promuove. La sua attività è in particolare legata alle questioni professionali dei docenti, alle modifiche dei programmi, all'ordinamento scolastico, alle questioni economiche. La Lega, oltre ad avere in comune il periodico Risveglio, partecipa di diritto al comitato della Federazione Docenti Ticinesi con una sua rappresentante. Dal 1993, con la modifica degli statuti, l'associazione apre alla componente maschile e si denomina Lega Maestre e Maestri Cattolici, mantenendo come primo scopo della sua azione la formazione cristiana dei suoi aderenti. Nel 2018, in occasione del centenario, viene deciso lo scioglimento. 

## La nuova Azione Cattolica Ticinese

### Lo spirito del Concilio Vaticano II
La vivacità del laicato cattolico ticinese rimane per decenni riunito nelle forme di associazionismo che fanno capo agli organismi dell'Azione Cattolica. Il sorgere in Ticino di nuove forme di aggregazione laicale – quali sono i gruppi e i movimenti ecclesiali – inizia, con qualche rara eccezione, solo a partire dagli anni sessanta. In genere, sono una riproposizione di esperienze che provengono dall'Italia (o da altri Paesi, attraverso l'Italia) dove il fenomeno è dilagante ed eterogeneo (si passa da esperienze riconosciute dalla gerarchia ad altre legate al dissenso). Tra le prime realtà introdotte nella nostra diocesi, sono da segnalare gli Amici di Padre Pio e i relativi Gruppi di preghiera (le primissime iniziative risalgono addirittura al 1947), la Legione di Maria (dal 1961), Comunione e Liberazione (1966). Da notare che, nel 1973, scompare significativamente dal Giornale del Popolo la Pagina dell'Azione Cattolica, sorta nel 1934, lasciando il posto ad una più generica pagina di informazione religiosa.
La stessa Azione Cattolica, fatta eccezione per i gruppi legati all'Unione Femminile e nonostante gli auspici del Sinodo 72, aveva visto disgregarsi la sua organizzazione capillare, mentre venivano ricercate nuove strade ed esperienze.
In campo missionario e terzomondista, per esempio, sostenute dall'Istituto missionario svizzero Betlemme o dagli Amici di Padre Mantovani. Oppure nel campo della solidarietà, con l'associazione Comunità Familiare, nata come gruppo di preparazione al matrimonio e dedicatasi in seguito anche ai temi dell'handicap e della tossicodipendenza.
Più spontanea l'esperienza legata al gruppo di Gazzada (dalla località varesina dove, nel 1954, si svolsero i primi incontri) divenuto in seguito il gruppo di Dialoghi (dal bimestrale di riflessione cristiana sorto nel 1968): nata intorno al desiderio di rivendicazione di una presenza laicale responsabile nella Chiesa, si è posta in confronto, spesso dialettico, con l'autorità ecclesiale. Negli anni settanta fioriscono anche in Ticino quei movimenti ecclesiali che, rigettando la soffocante milizia nelle organizzazioni di massa, pongono l'accento sulla necessità di vivere esperienze autentiche di comunità, di spiritualità, di identità cristiana, di solidarietà, di amicizia. Nel tentativo di dare maggiore coerenza tra fede e vita, non senza un coinvolgimento personale forte ed emotivo. Il 1966 è considerato l'anno di nascita di Comunione e Liberazione. Nel 1975 inizia invece la sua attività il Movimento Fede e Luce, che si occupa dell'aiuto agli handicappati. Dal 1976 sorge poi un gruppo del Rinnovamento nello Spirito. Nello stesso periodo fioriscono anche il Movimento dei Focolari e il Cammino Neocatecumenale.

### Il rilancio verso il nuovo millennio
L'unica realtà di Azione Cattolica che negli anni settanta e ottanta prosegue ininterrottamente la sua attività è l'Unione Femminile. Poi, nel 1989, il vescovo Eugenio Corecco volle verificare la possibilità di rilanciare l'Azione Cattolica in diocesi convocando un congresso a Lugano, al quale parteciparono inaspettatamente quasi duemila persone. Da quel momento, a partire dalla realtà giovanile, inizia una nuova stagione. Lo stesso monsignor Corecco seguirà in prima persona la formazione dei giovani di Azione Cattolica, dando vita – attraverso loro – anche ad una pastorale giovanile per la diocesi. A Cristina Vonzun affida la responsabilità del settore. Nomina anche un presidente, Franco Ponzoni, chiedendo agli adulti di ricominciare un'attività associativa legata in particolare alla formazione. Saranno, all'interno del settore adulti, soprattutto le famiglie a dar vita ad un intenso cammino formativo. Col passare del tempo si fa sempre più sentire anche la necessità di ridare all'Azione Cattolica una nuova struttura organizzativa, diversa da quella del passato ma al tempo stesso fedele all'identità dell'associazione così come definita dal Concilio Vaticano II.
Nel 1994, a Vienna, l'Azione Cattolica Ticinese entra a far parte del Forum Internazionale di Azione Cattolica, organismo che riunisce e coordina le associazioni e federazioni di AC di tutto il mondo. Nel 1998 diventa presidente dell'Azione Cattolica ticinese Luigi Maffezzoli. Con lui e con i successori di Corecco, i vescovi Giuseppe Torti e Pier Giacomo Grampa, proseguirà l'opera di rilancio: i laici si riorganizzano ad ogni livello; vengono nominati assistenti per ogni settore; inizia un cammino di unità tra i giovani e gli adulti. Nel 2004 si arriva all'elaborazione del nuovo Statuto dell'Azione Cattolica Ticinese, che verrà approvato il 21 novembre a Biasca, durante un'assemblea straordinaria dell'associazione. L'unitarietà viene ribadita. Il nuovo cammino intrapreso. Alla scadenza statutaria, nel 2008 diventa presidente Davide De Lorenzi. Nel 2011 viene celebrato il 150° di fondazione con una serie di manifestazioni e la pubblicazione di un libro, curato dallo stesso Maffezzoli.

## Presidenti
Società di Pio IX
- Angelo Taddei (1861-1864)
- Bernardino Leoni (1864-1866)
- Angelo Taddei (1866-1871)
- Carlo Castelli (1871-1877)
- Agostino Soldati (1877-1884)
- Carlo Castelli (1884-1888)
- Federico Balli (1888-1889)
- Gioachimo Respini (1889-1893)
- Giuseppe Cattori (1893-1897)
- Fedele Moroni Stampa (1897-1899)

Società dei cattolici ticinesi
- Angelo Tarchini (1899-1908)

Unione popolare cattolica ticinese
- Pietro Ferrari (1909-1915)
- Giorgio Casella (1915-1919)
- Francesco Antognini (1919-1946)
- Peppo Casella (1946-1953)
- Antonio Agustoni (1953-1955)
- Sergio Jacomella (1955-1967)
- Carlo Franscini (1967-1988)

Azione Cattolica ticinese
- Franco Ponzoni (1989-1998)
- Luigi Maffezzoli (1998-2008)
- Davide De Lorenzi (2008-2014)
- Giuseppe La Falce (2014-2016)
- vacante (2017-2019)
- Luigi Maffezzoli (2020-2023)
- Lara Allegri (2023-2025)

## I quattro rami dell'Azione Cattolica Ticinese
Unione femminile cattolica ticinese
- Maria Viglezio Bianchi (1920-1922)
- Eva Moroni Stampa (1922-1925)
- Modestina Antonini (1925-1938)
- Anita Bernasconi (1938-1948)
- Dionigia Duchini (1948-1966)
- Rosita Genardini (1966-1971)
- Maria Adami (1971-1974)
- Ines Giugni (1974-1977)
- Pia Branca (1977-1988)
- Carmen Pronini (1988-2010)
- Corinne Zaugg (2010-...)

Gioventù femminile cattolica ticinese
- Modestina Antonini (1922-1925)
- Anita Bernasconi (1925-1938)
- Natalina Tunesi (1938-1942)
- Pia De Righetti (1943-1948)
- Rosita Genardini (1948-1966)
- Maria Ausilia Bullo (1966-1968)
- Carmen Pronini (1968-1971)
- Adriana Denti (1971-1976)
- Bianca Dalessi (1976-1978)

Lega Uomini cattolici ticinesi
- Francesco Antognini (1922-1946)
- Peppo Casella (1946-1953)
- Antonio Agustoni (1953-1955)
- Sergio Jacomella (1955-1967)
- Carlo Franscini (1967-1968)

Gioventù cattolica ticinese
- Enrico Celio (1909-1911)
- Gastone Bernasconi (1911-1918)
- Pio Cortella (1918-1919)
- Plinio Vassalli (1919-1922)
- Peppo Casella (1922-1946)
- Iginio Franscini (1946-1947)
- Primo Soldati (1947-1950)
- Alberto Lepori (1950-1956)
- Carlo Annovazzi (1956-1960)
- Fiorenzo De Taddeo (1960-1965)
- Ettore Cavadini (1965-1968)